# Ctenoneurus pendergrasti
Ctenoneurus pendergrasti är en insektsart som beskrevs av Nicholas A. Kormilev 1971. Ctenoneurus pendergrasti ingår i släktet Ctenoneurus och familjen barkskinnbaggar. Inga underarter finns listade i Catalogue of Life.